# Вертеп (Закарпатская область)
Вертеп (укр. Вертеп) — село, входит в Хустскую городскую общину Хустского района Закарпатской области Украины.
Население по переписи 2001 года составляло 456 человек. Почтовый индекс — 90411. Телефонный код — 3142. Код КОАТУУ — 2125387103. Старое название села —  Романовка. Оно пришло после прихода советской власти, но так и не прижилось и в 1961 году село опять стало Вертепом.